# 炭焼き

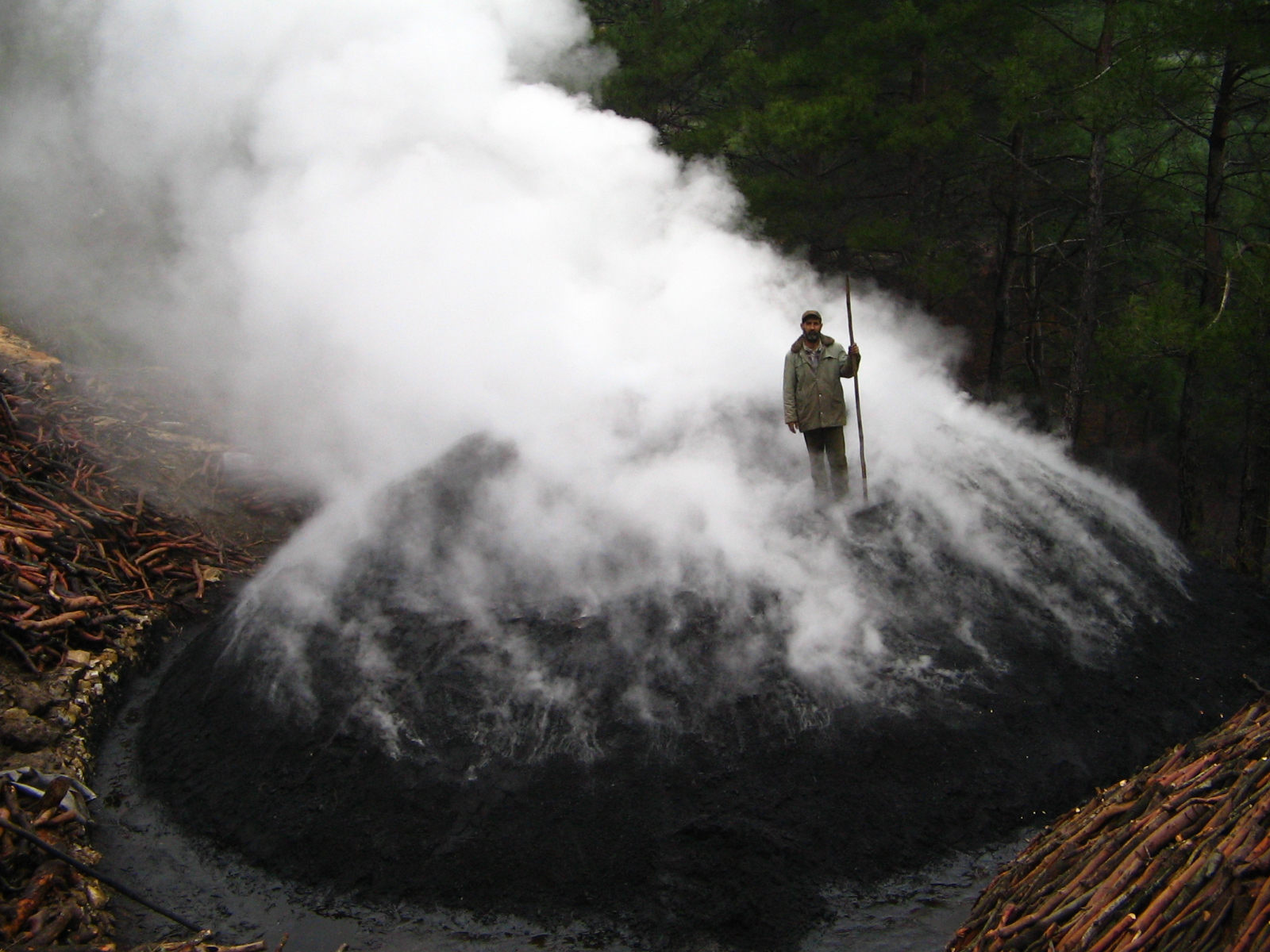
炭焼きをする人

炭焼き（すみやき、英語: Charcoal burner）とは、木材を炭化させて炭を製造することであり、またその仕事に従事する人を指す。

## 概要
古来、農民の冬期の仕事として行われてきた。
明治期になると木炭の需要は高まり、それにつれて製炭業も拡大し、製炭法も洗練されていった。
しかしその後化石燃料が普及するに連れて炭焼きは衰退していった。
ヨーロッパなどでは小規模ながらギルドが残っており、ヨーロッパ炭焼き協会などが存在する。

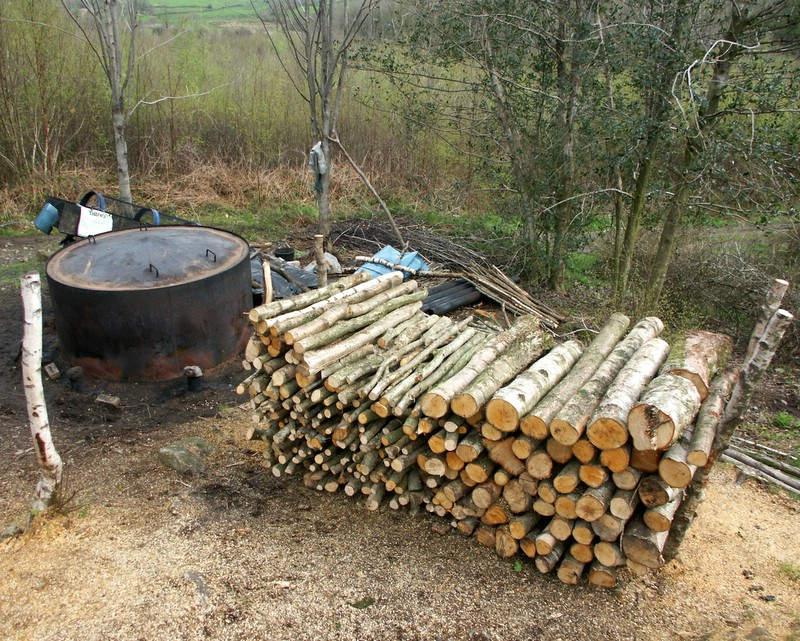
原料となる木
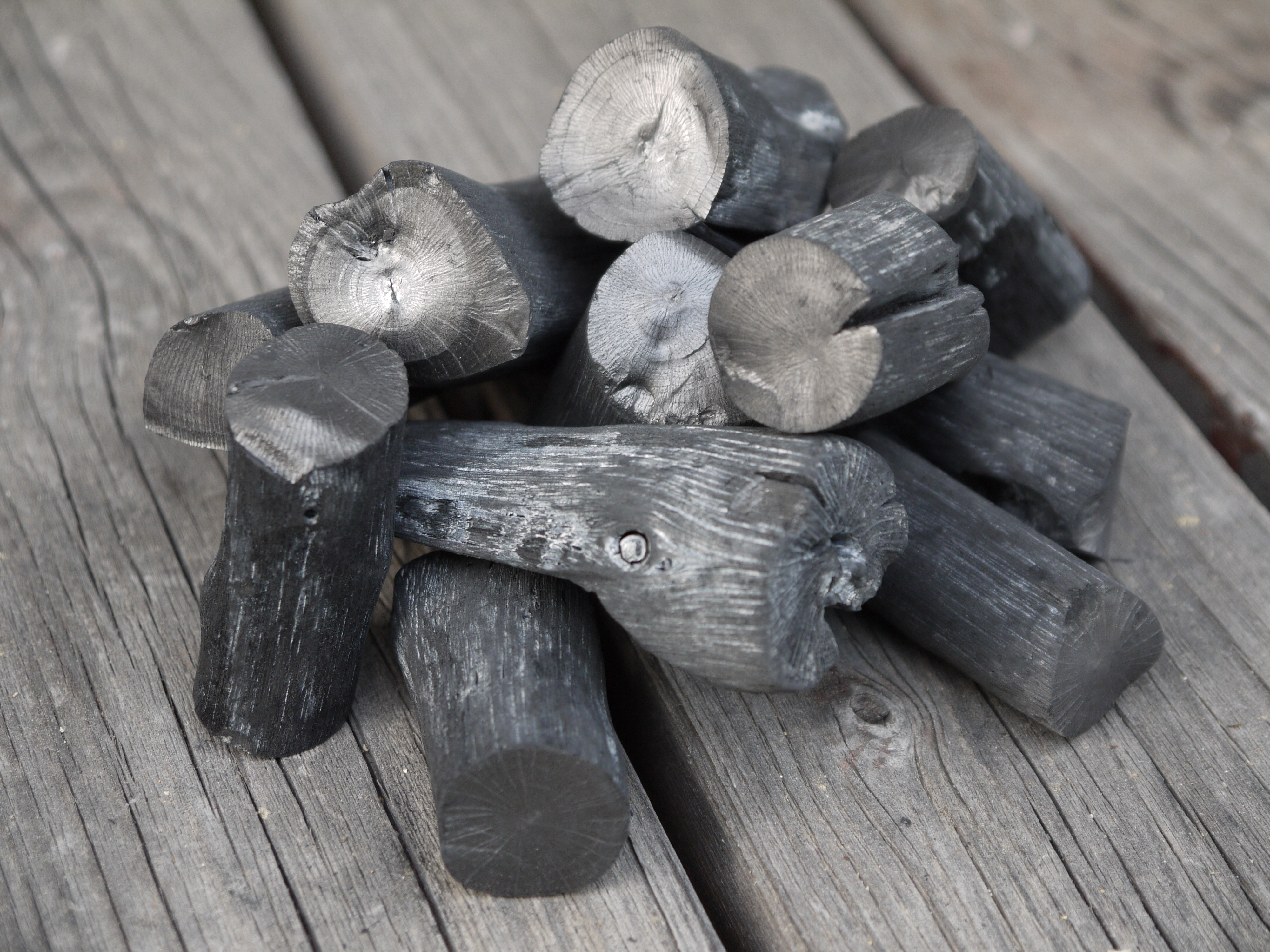
木炭

## 手法
基本的な原理は、木材を不完全燃焼させ、高純度の炭素を得るというものである。
山林に近い農村などで行われてきた伝統的な炭焼の方法では、機械は使わず、木材、藁、土など自然から調達できるものだけで行われる。
具体的には、まずナラやブナなどの木材を高密度に、大きな円錐状に組み上げる。そして断熱材として藁と土を使用して吸気と排気の穴以外の全面を固めて密封状態にする。この状態で着火し、十分高温になったらさらに吸気の穴を絞り、酸欠状態にする。この状態で放置することで不完全燃焼させる。こうして炭素以外の物質は揮発し、最終的に純粋な炭素が残る。これが炭である。

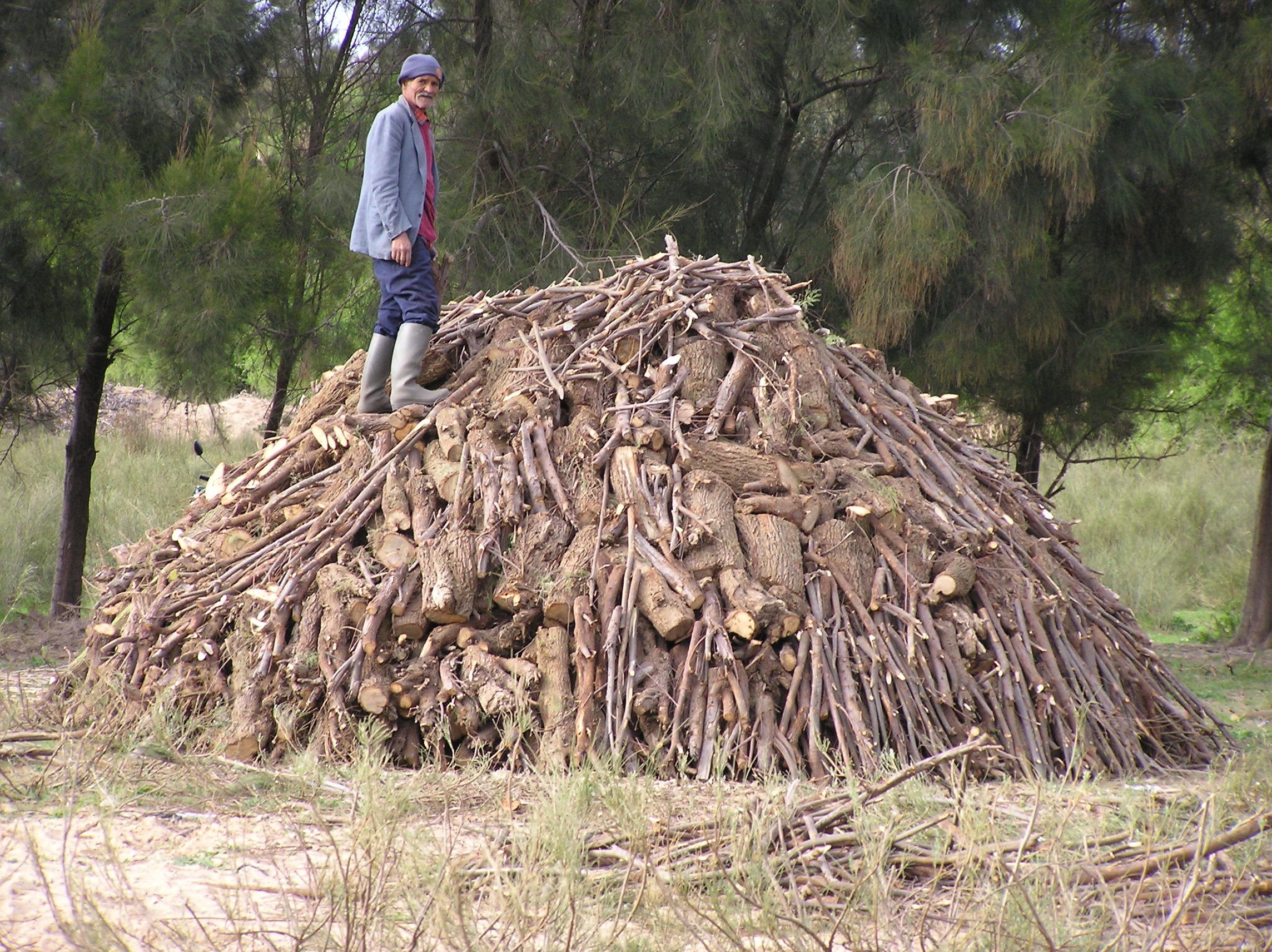
積み上げられた木材
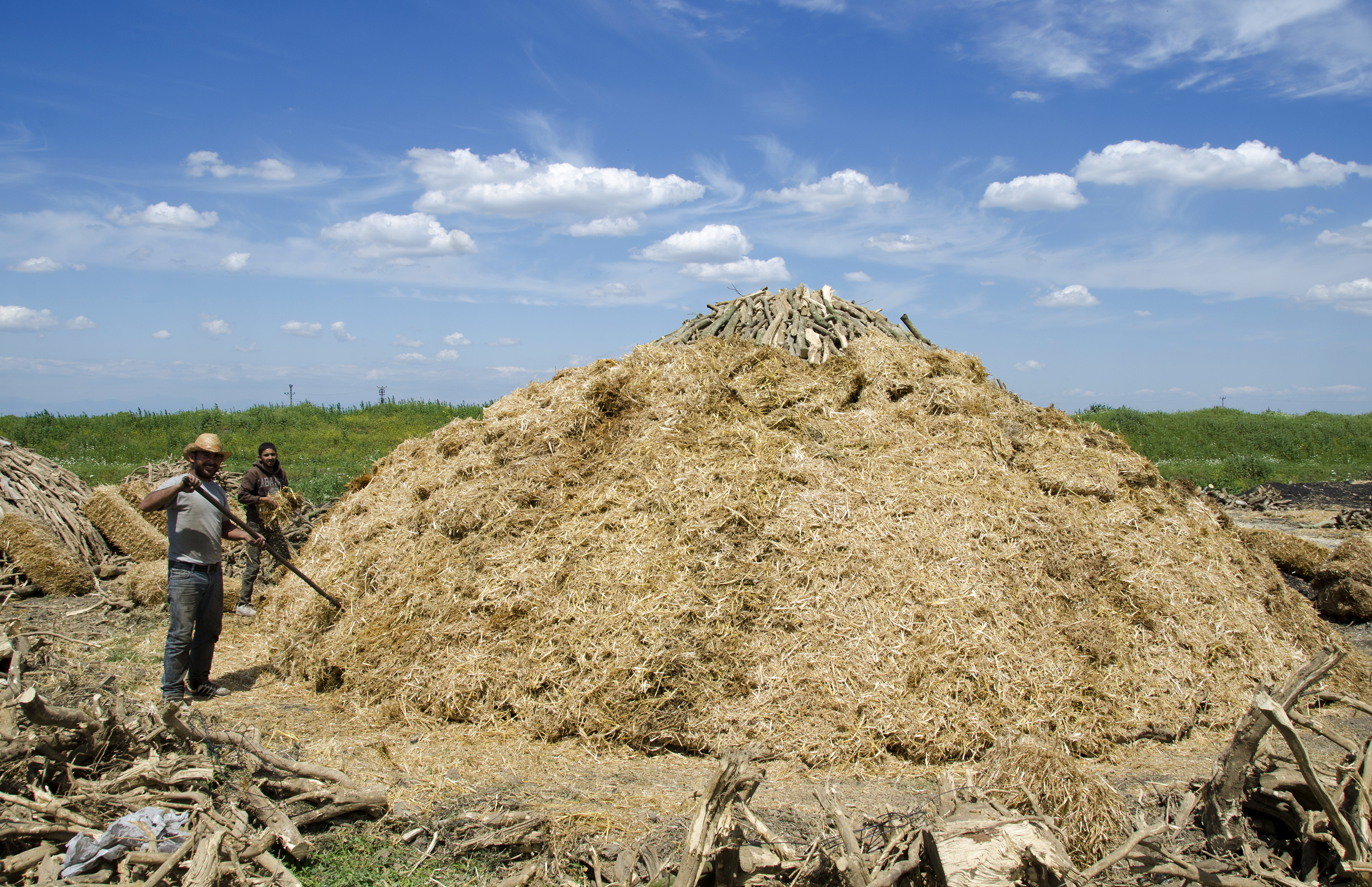
積み上げたものに藁などをかぶせている
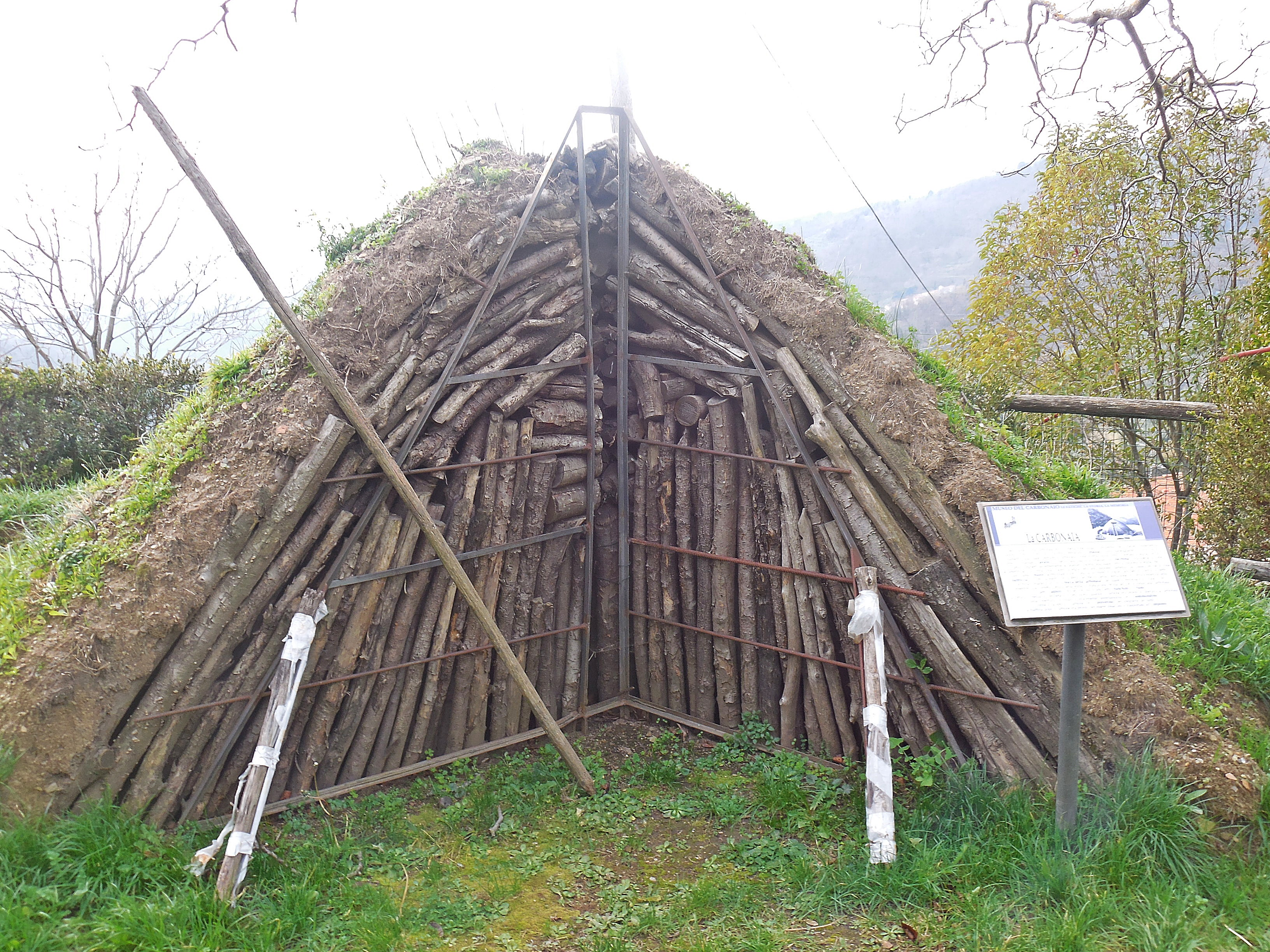
その内部
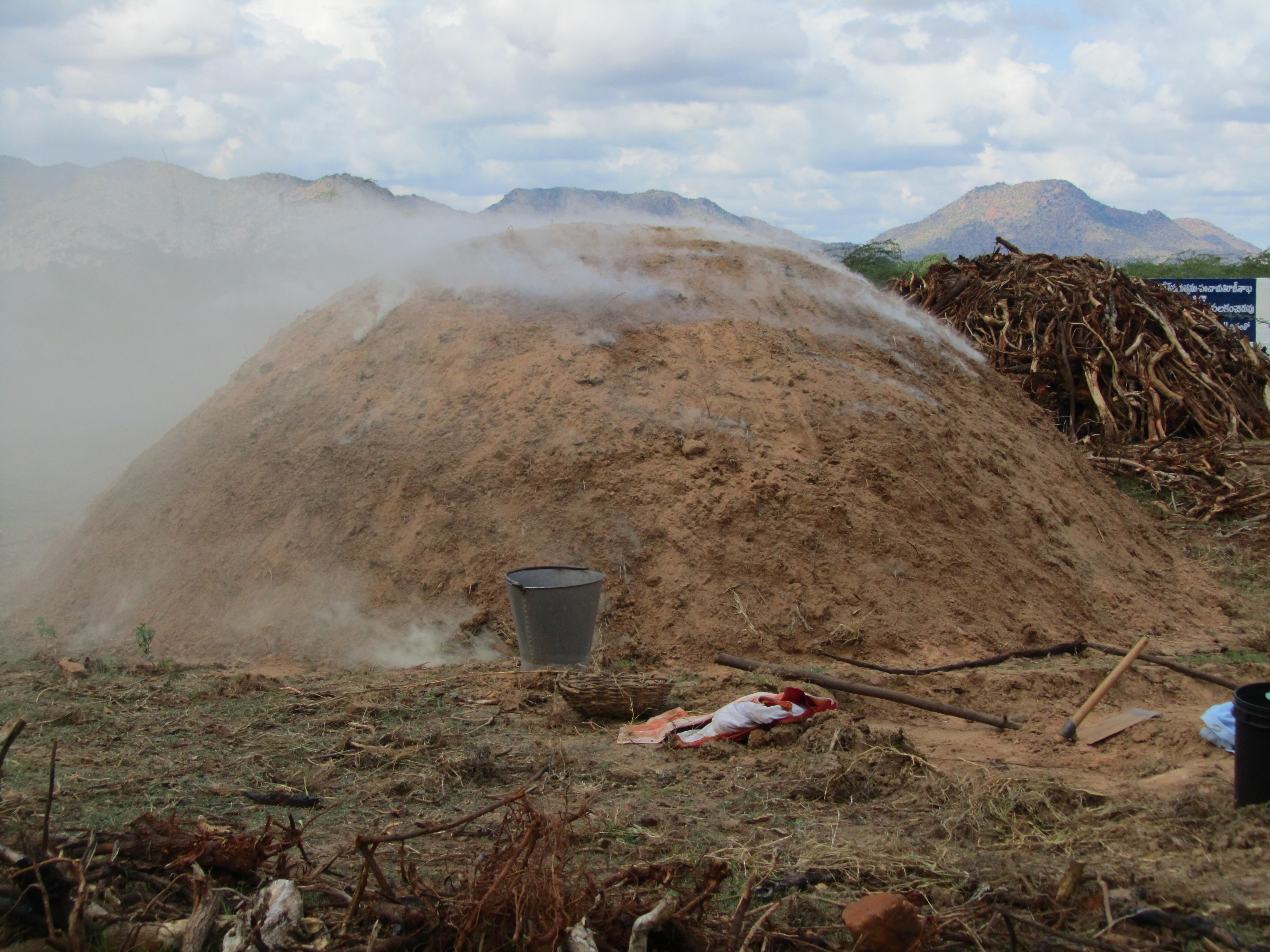
燃焼中の炭焼き。煙が出ている
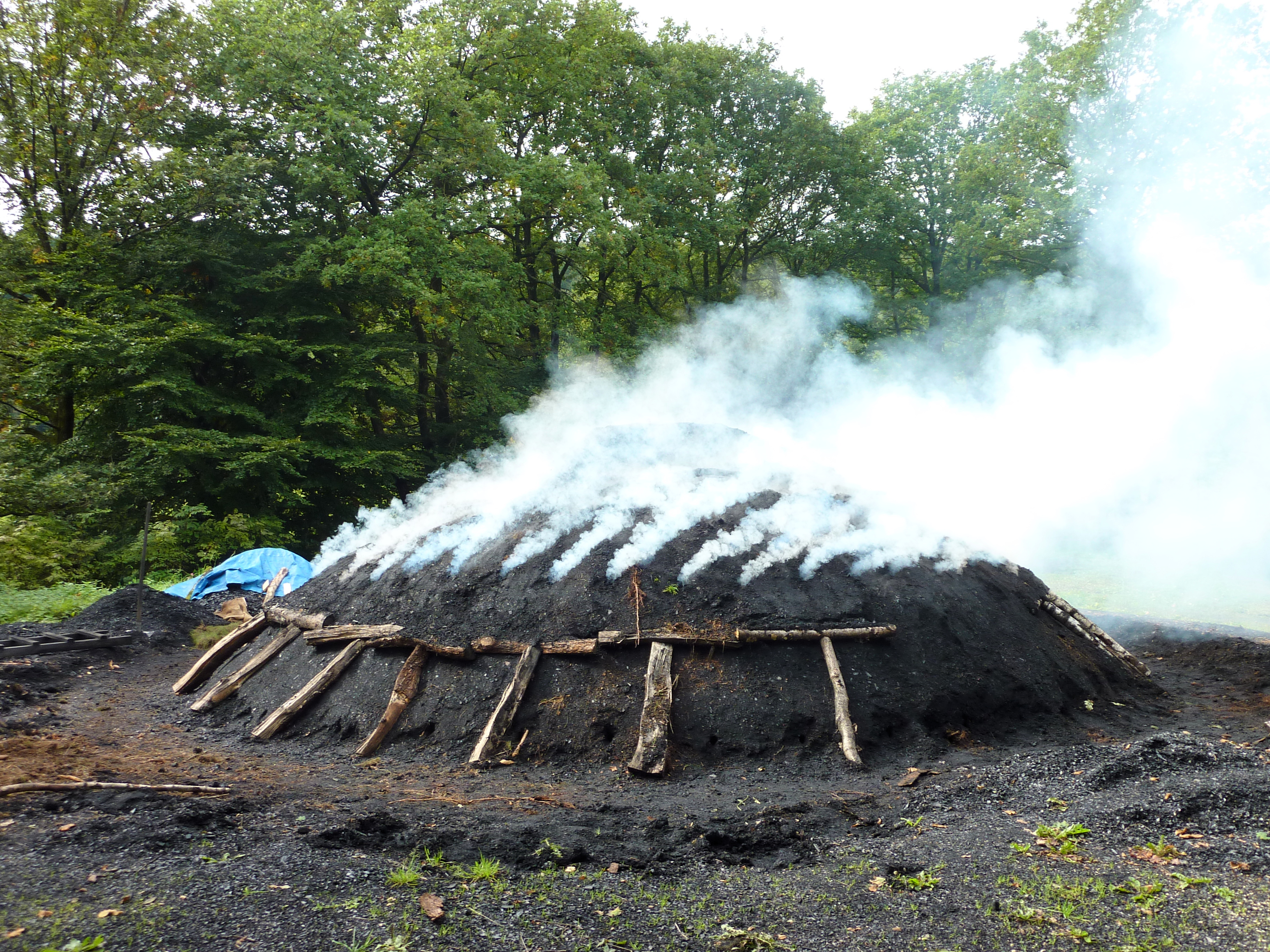
表層が炭化してきている
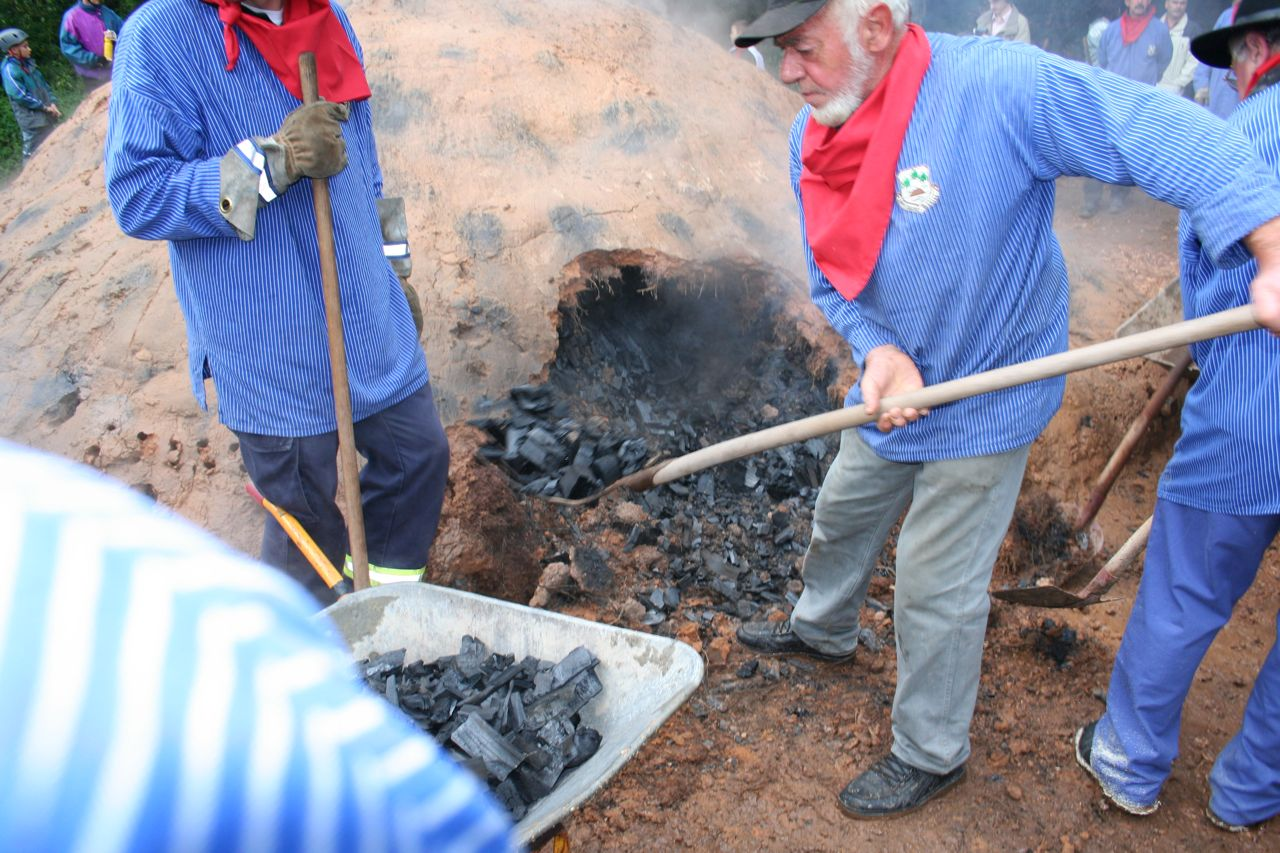
焼き上がった炭の山を崩している
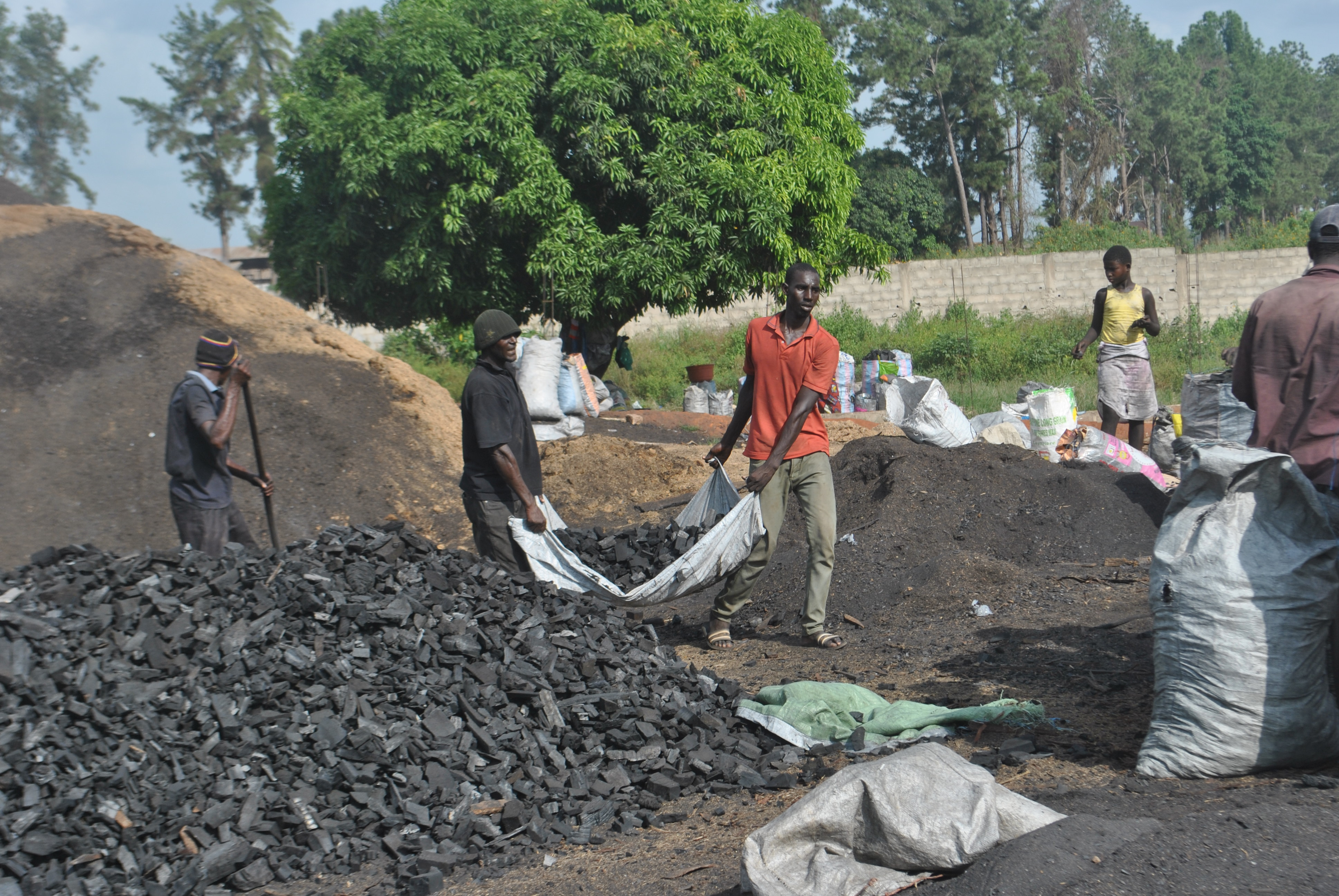
焼き上がった炭

- ドイツでの炭焼きの動画
- ドイツでの炭焼きの動画その2

### 専用の道具を使う手法
基本的な原理は同じで、吸気および排気の制御のために金属製の煙突を差し込んだり、レンガなどでできた専用の窯を用いる。

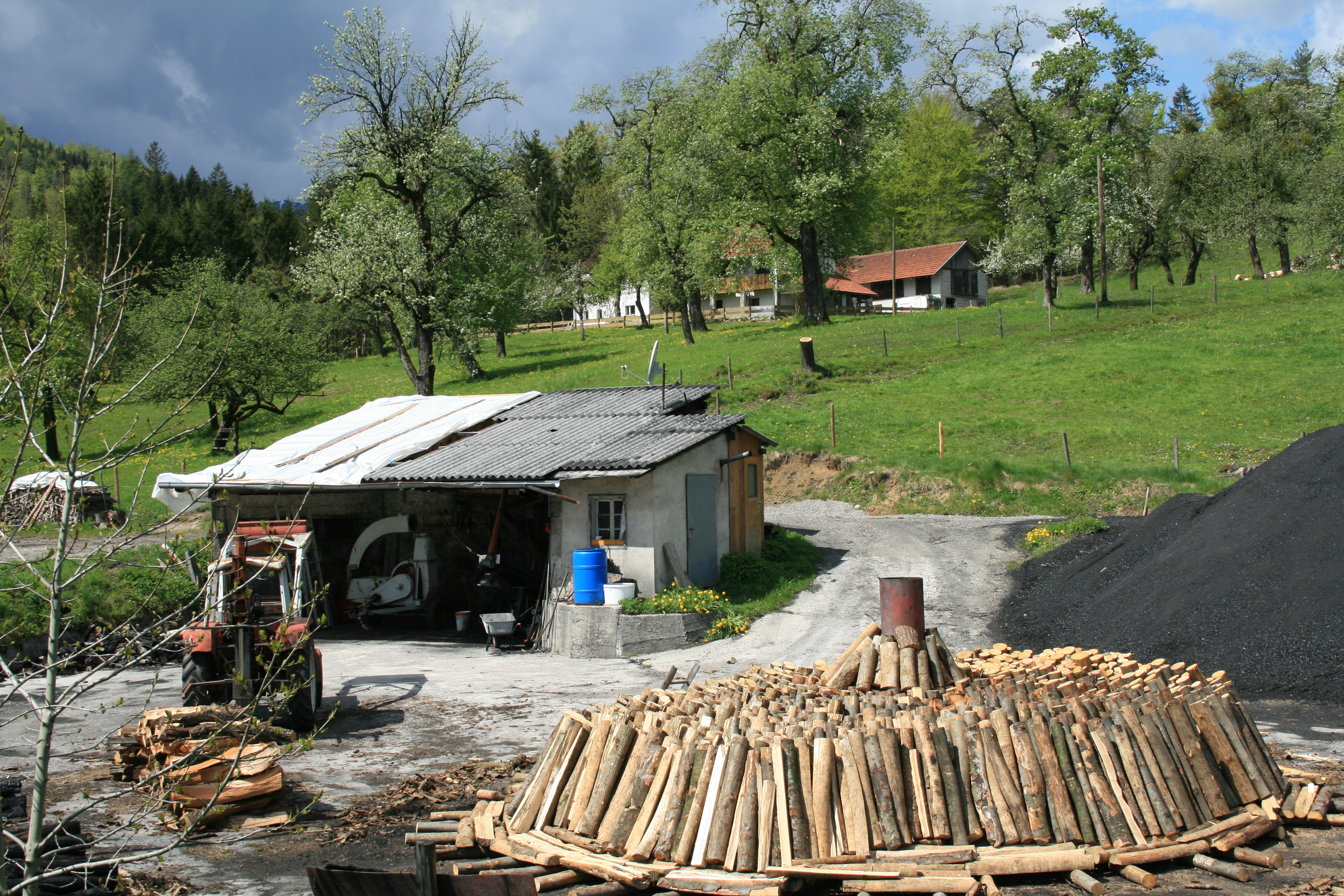
煙突が差し込まれている
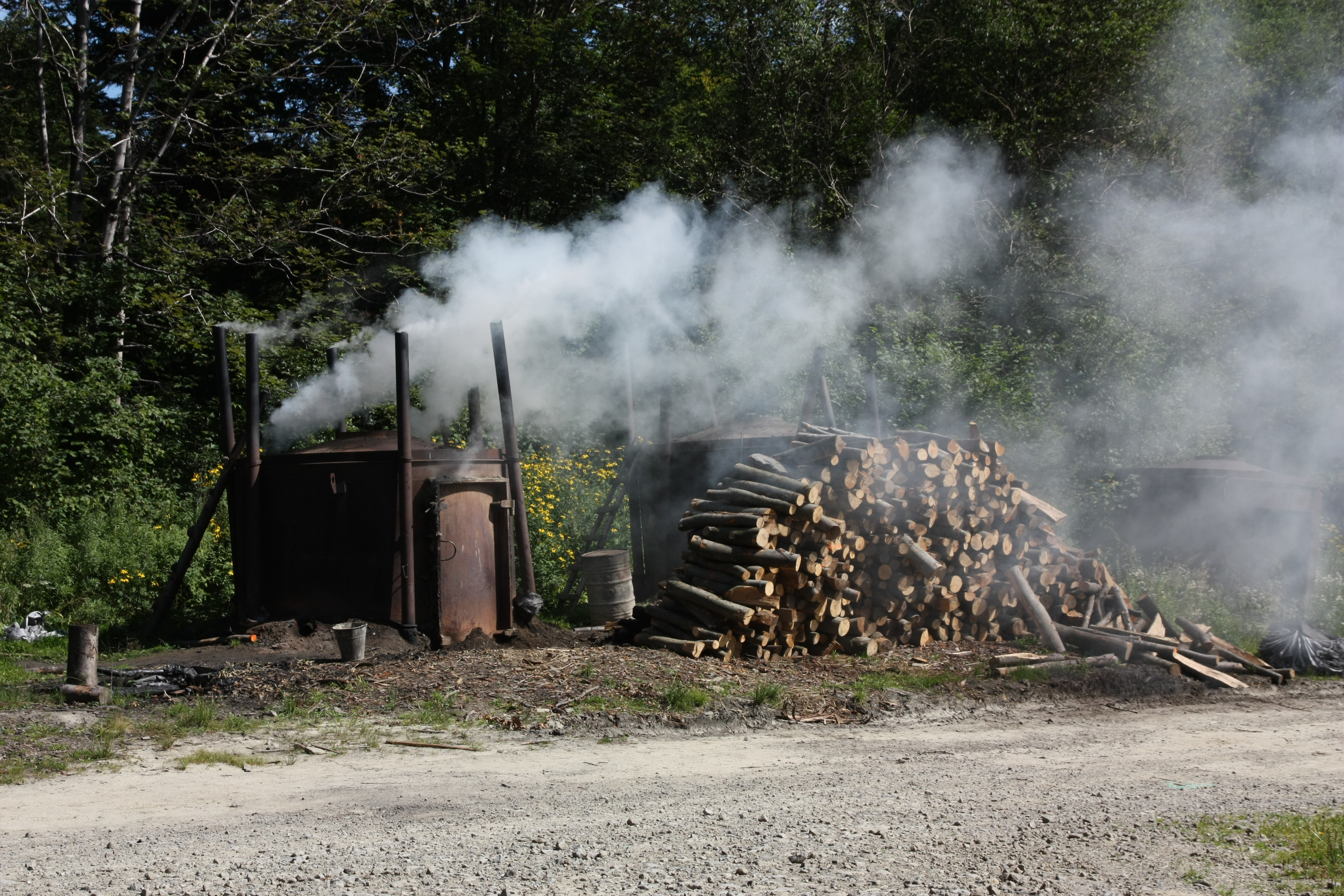
原始的な炭焼き機
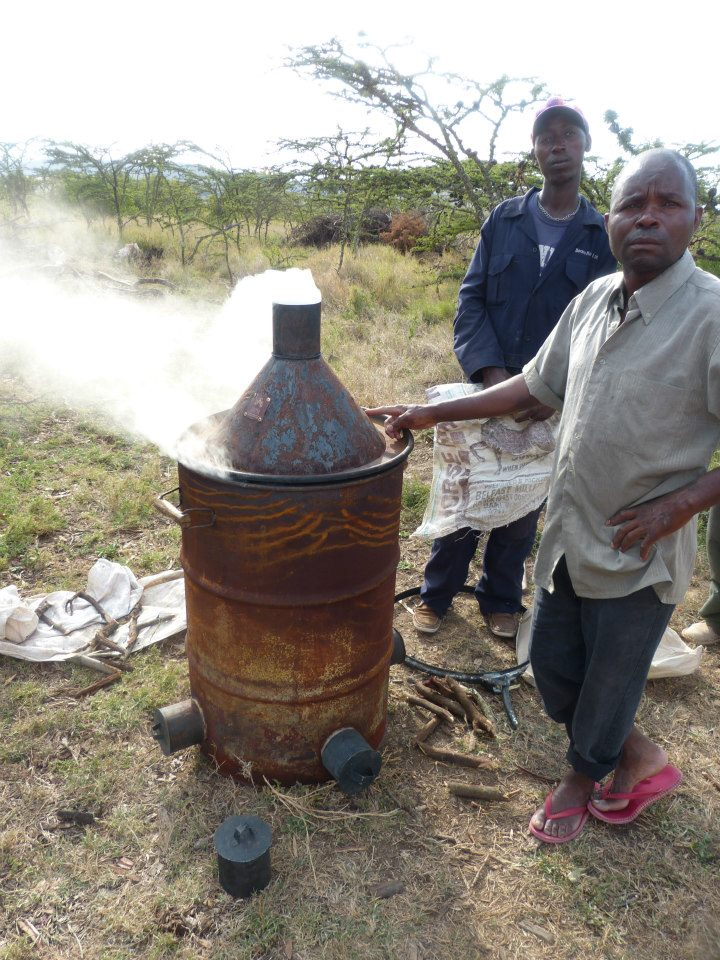
ドラム缶を使った炭焼き機

## 文化
炭焼きは古い技術であり、また世界各国に存在する文化であった。
詩や絵画の題材としても取り上げられ、ドイツなどでは文化財として登録されているものもある。

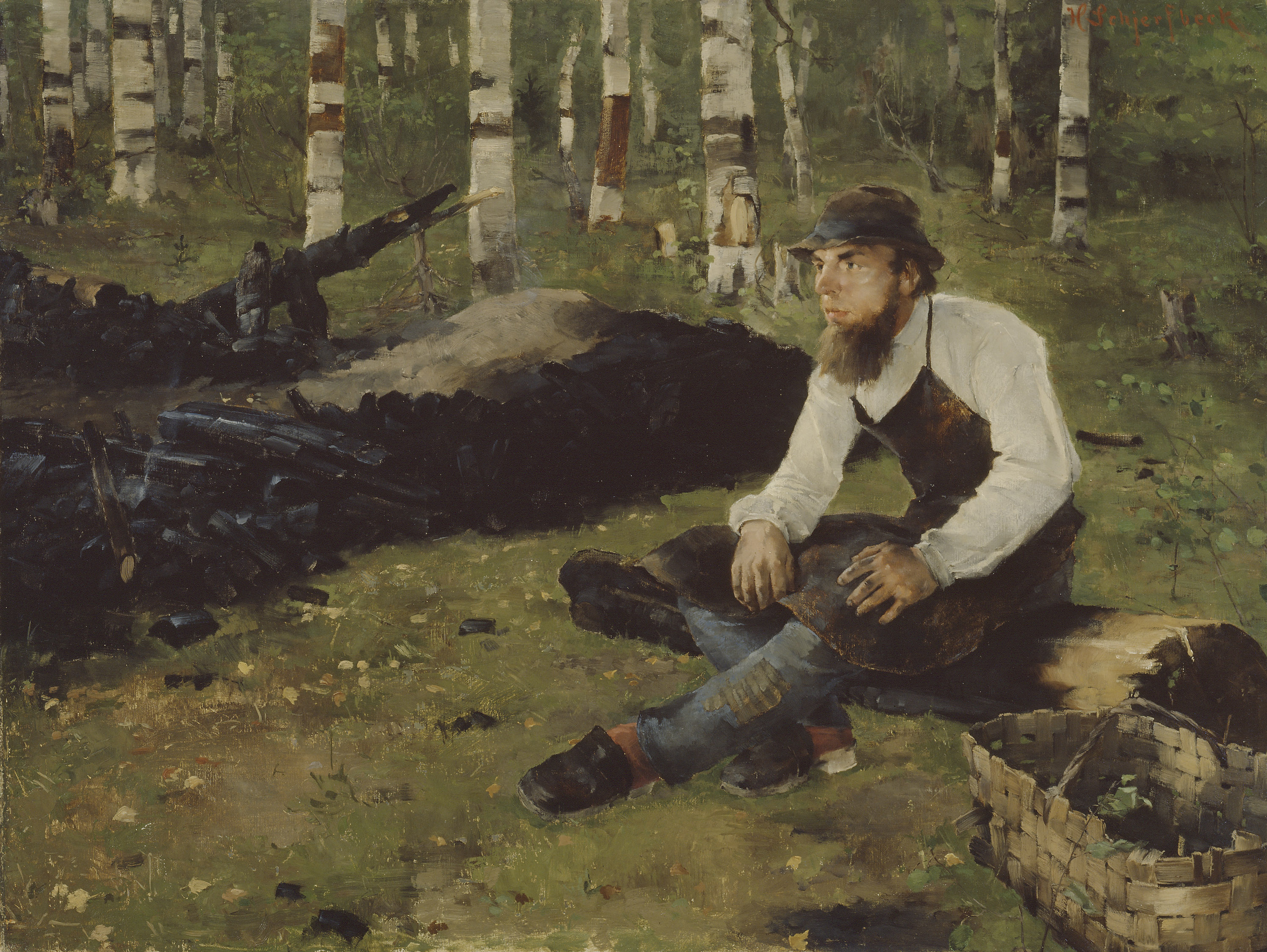
炭焼き人を描いた絵。1882年
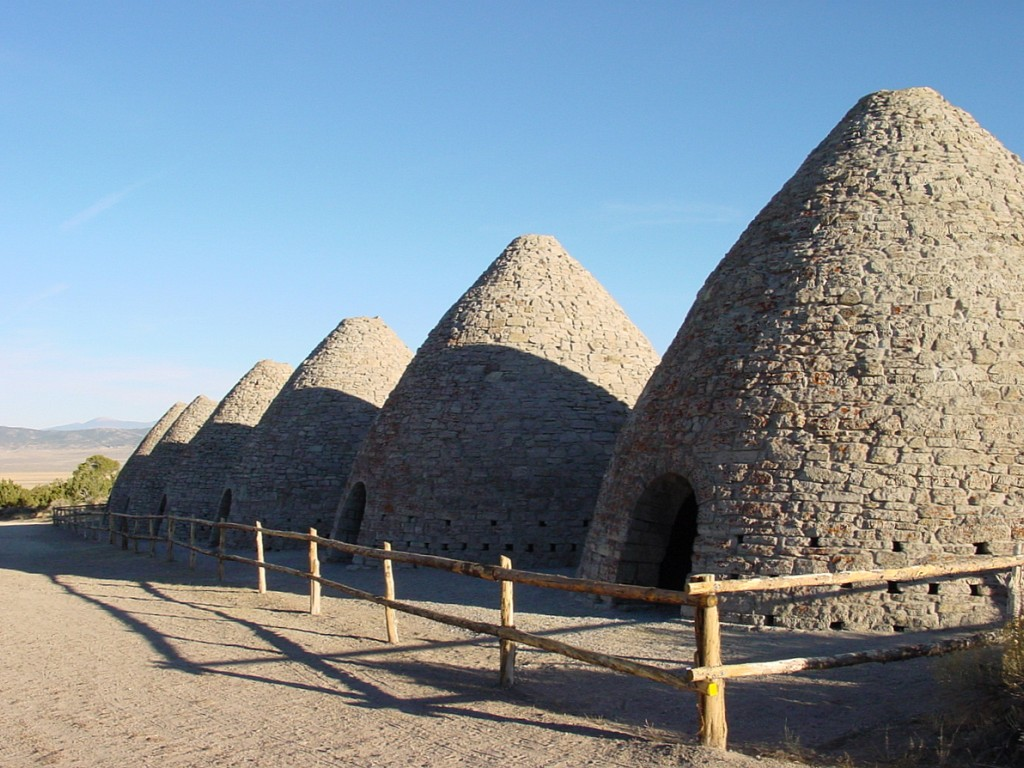
アメリカで文化財として扱われているチャコールオーブン(炭焼き窯)

## 公害

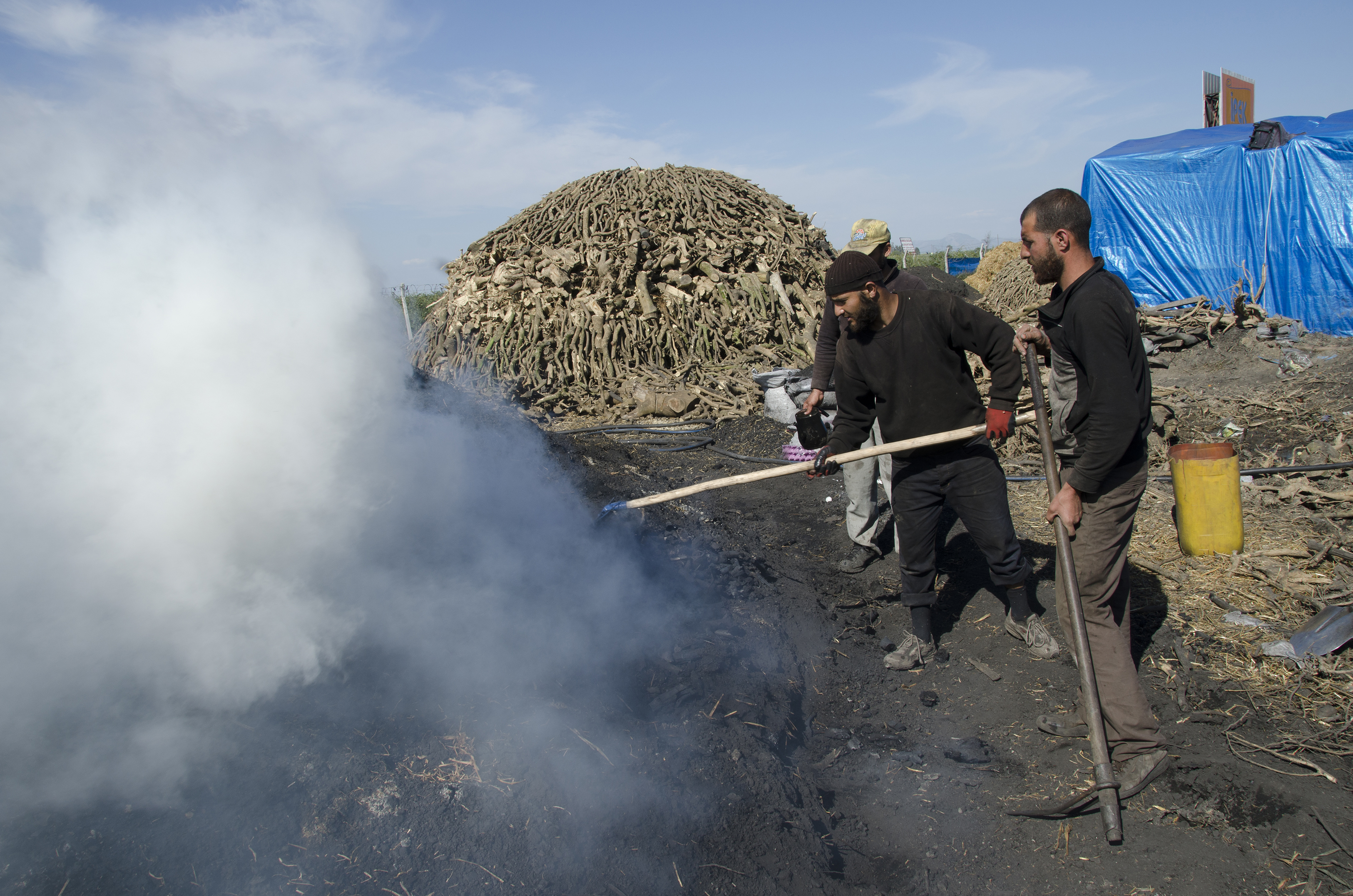
炭焼き労働者

炭焼きは炭化の過程で大量のばい煙の発生を伴うが、通常、炭焼きは単純な設備で行われるためそれらはすべて大気中に放出される。
そのため労働者や周囲は煙に含まれる粒子状物質や重金属にさらされている。
エジプトでの国内の炭焼き窯の調査では、すべての炭焼き窯が安全基準を大幅に超過しており、大気汚染と周囲への健康被害を引き起こしている。
ナイジェリアでの炭焼きに従事している労働者を対象とした調査では、炭焼きの煙への暴露量が、血中ヘモグロビンおよび肺の機能低下と相関関係にあることが示された。
フィリピンの首都であるメトロ・マニラでは、木炭製造のための炭焼きによる大気汚染が広がっている。

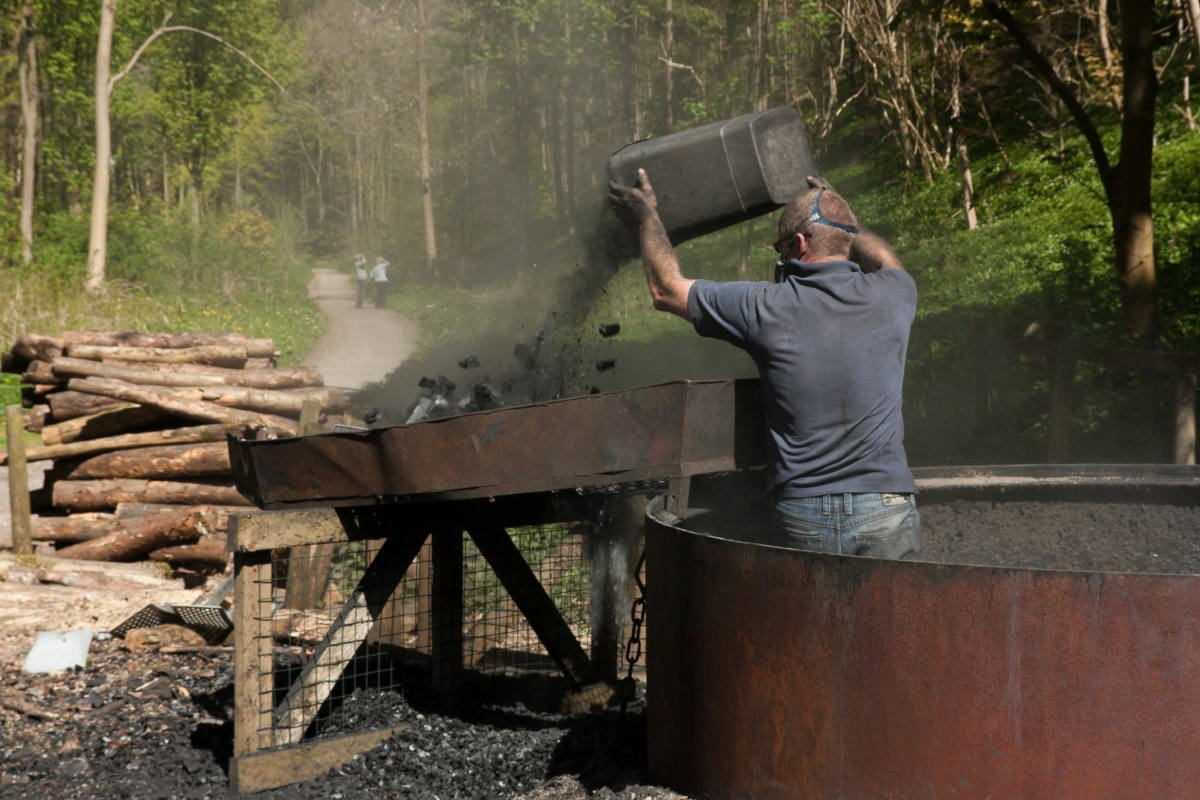
ガスマスクを装着した炭焼き労働者